# Predaea
Predaea, rod crvenih algi iz porodice Nemastomataceae, dio reda Nemastomatales. Sastoji se od 21 priznate vrste.
Tipična je morska alga P. masonii

## Vrste
1. Predaea aurora Kraft & G.W.Saunders
2. Predaea bisporifera Kajimura
3. Predaea borealis Dixon & Saunders
4. Predaea feldmannii Børgesen
5. Predaea goffiana D.L.Ballantine, H.Ruiz & Aponte
6. Predaea huismanii Kraft
7. Predaea incraspeda Kraft
8. Predaea japonica Yoshida
9. Predaea kraftiana A.J.K.Millar & Guiry
10. Predaea kuroshioensis Kajimura
11. Predaea laciniosa Kraft
12. Predaea masonii (Setchell & N.L.Gardner) De Toni fil. - tip
13. Predaea ollivieri Feldmann
14. Predaea pusilla (Berthold) Feldmann
15. Predaea rosa Nelson
16. Predaea sophieae Huisman
17. Predaea subpeltata E.Y.Dawson
18. Predaea tenuis (M.Howe & W.R.Taylor) Bula-Meyer
19. Predaea tokidae Kajimura
20. Predaea tumescens Kraft & G.W.Saunders
21. Predaea weldii Kraft & I.A.Abbott